# Garzas al amanecer
Garzas al amanecer fue una telenovela colombiana producida por RCN Televisión y transmitida por la Cadena Dos entre los años 1989 y 1990. Bajo la idea original de Kepa Amuchastegui, estuvo protagonizada por las grandes actrices Nelly Moreno, Gloria Gómez y Helena Mallarino, con las participaciones especiales de Miguel Varoni y Jairo Camargo.

## Sinopsis
La historia de un terrateniente poderoso de tierras llaneras colombianas; a su vez mostraba las costumbres y la cultura de los llanos orientales. En medio varios amores cruzados entre la esposa del terrateniente, un capataz y una humilde muchacha que tenían que vivenciar la compleja situación de los trabajadores dominados por un patriarca. Intrigas de una mujer de la sociedad para obstaculizar el idilio amoroso entre el joven capataz y su novia de siempre.

## Elenco
- Gloria Gómez
- Helena Mallarino
- Nelly Moreno
- Jairo Camargo
- Miguel Varoni - Chepe Robledo
- Kepa Amuchastegui - Don Polo
- Helios Fernández
- Carmenza González
- Eduardo Chavarro
- Robinson Díaz - Doctor
- Diego León Hoyos
- Saskia Loochkartt
- Edgardo Román
- Alicia de Rojas
- Alfredo Gonsalez
- Manuel Pachón
- Tita Duarte
- Tito Duarte
- Luis Chiappe
- Mariela Home
- Lucy Colombia
- Iris Oyola
- Luis Tamayo